# Всенародное обсуждение
Всенародное обсуждение — одна из форм прямой демократии, способствующая активному включению граждан, трудовых коллективов, общественных организаций в процесс выработки и принятия решений в сфере государственных и социально значимых и общественных вопросов. Обеспечивает гласность, сопоставление различных мнений и предложений, выбор оптимальных решений в той или иной области.
Наряду с референдумом и свободными выборами, является проявлением народовластия, направленным на демократизацию общества, оно обеспечивает взаимосвязь между законодательными органами и общественным мнением. Значимость этого взаимодействия характеризуется тем, что оно с одной стороны позволяет обеспечить учёт интересов и взглядов миллионов людей, а с другой стороны помогает воспитывать в гражданах ответственность, даёт им возможность ощутить себя строителями собственной жизни.
В отличие от всенародного голосования (референдума) всенародное обсуждение носит рекомендательный совещательный характер, однако его результаты учитываются при доработке соответствующего законопроекта. По сравнению с референдумом процедура проведения всенародного обсуждения проще и экономичнее.
Участие в обсуждении — сугубо добровольная инициатива гражданина, которое может осуществляться в письменной форме, посредством отправления своих предложений в соответствующие органы, или устной форме, например обращением в средства массовой информации. Может проводиться как на национальном (в масштабах всей страны), так и на региональном и локальном уровнях, в зависимости от значимости конкретного вопроса.
Это явление рассматривается как форма общественного участия, в процессе которого достигается согласование особых интересов граждан и отдельных социальных образований, способствующее становлению гражданского общества в стране.